# Arábia pré-islâmica

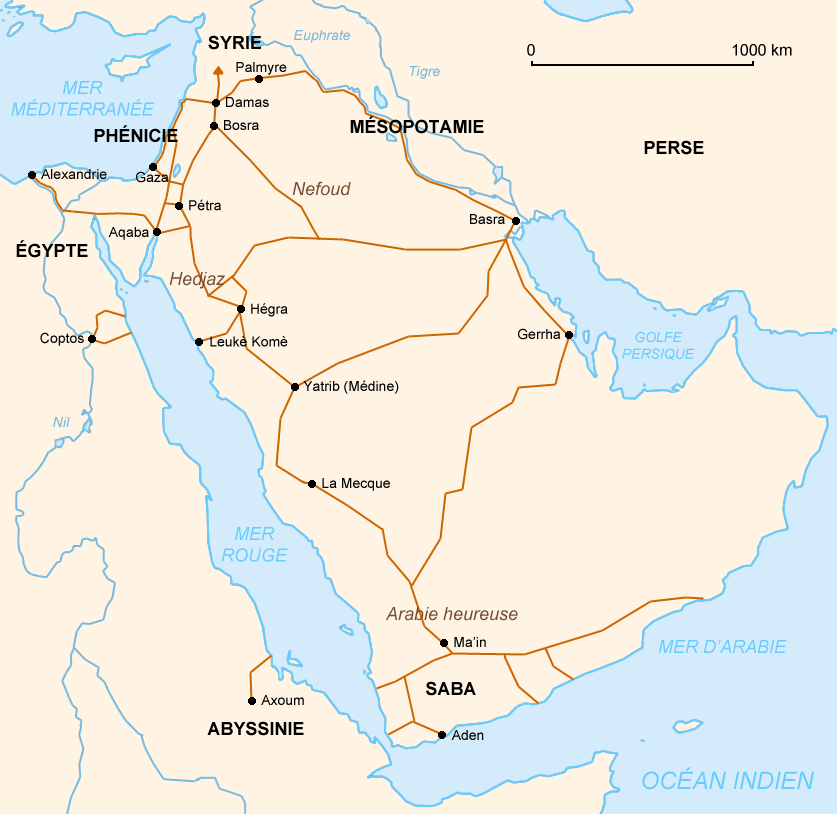
Rotas comerciais dos nabateus na Arábia pré-islâmica

A história da Arábia pré-islâmica, ou seja, anterior à ascensão do islamismo ocorrida na década de 630 naquela região, não é conhecida com grande riqueza de detalhes. As explorações arqueológicas na Península Arábica foram esparsas, e as fontes escritas indígenas estão limitadas às diversas inscrições e moedas encontradas no Iêmen. O material existente consiste primordialmente de fontes escritas de outras tradições vizinhas (como os egípcios, gregos, persas, romanos, etc.) e das tradições orais que foram registradas posteriormente pelos acadêmicos islâmicos.
O estudo da Arábia pré-islâmica é importante para os estudos islâmicos na medida em que fornece o contexto no qual se deu o desenvolvimento do próprio islã. Existem fontes epigráficas no antigo árabe meridional desde por volta do século IX a.C., e do antigo árabe setentrional desde por volta do século VI a.C. A partir do século III d.C. a história árabe se torna mais tangível, com a ascensão do Reino Himiarita e com o surgimento dos catanitas, no Levante, e a gradual assimilação dos nabateus por aqueles, ocorrida nos primeiros séculos da era cristã, uma tendência expansionista que finalmente culminou com as explosivas conquistas muçulmanas do século VII.

## Migrações semíticas arcaicas
Os primeiros eventos conhecidos na história árabe são as migrações feitas a partir da península para as áreas vizinhas. No terceiro milênio a.C. povos que falavam idiomas semitas migraram para a Península Arábica para a Mesopotâmia e se fixaram na Suméria, onde, por fim, fundaram o Império Acádio, sob o comando de Sargão da Acádia (c. 2 300 a.C.).
Os semitas orientais se estabeleceram em Ebla, enquanto os amoritas, semitas ocidentais que haviam abandonado a Arábia no fim do terceiro milênio a.C., se fixaram ao longo do Levante. Alguns destes migrantes acabaram constituindo-se como os arameus e cananeus de períodos posteriores.

## Magan e A'ad
Magan foi identificada como o nome de um entreposto comercial dos sumérios na região; presume-se que estivesse localizada no atual Omã. Os aditas se estabeleceram na Arábia Meridional (atual Iêmen), fixando-se a leste da tribo dos catanitas, onde fundaram o reino de A'ad, que perdurou do século X ao III a.C.
A nação A'ad era conhecida pelos antigos gregos e egípcios; a obra Geografia, de Ptolomeu, do século II, se refere ao local ao falar de uma versão helenizada dos habitantes de sua capital, Ubar.

## Tamudeus
Os tamudeus (em árabe: ثمود) foram um povo da antiga Arábia — uma tribo ou um grupo de tribos — que criou um grande reino, que floresceu de 3 000 a.C. a 200 d.C. Recentes investigações arqueológicas indicaram diversas inscrições e figuras deste povo feitas em rocha, não apenas no Iêmen mas por toda a Arábia central.
Foram mencionadas por diversas fontes, como o Corão, a antiga poesia árabe, os anais assírios (Tamudi), numa inscrição feita num templo grego no noroeste do Hejaz de 169, numa fonte bizantina do século V e em diversos grafitos no árabe setentrional em torno de Taima. 
Foram mencionados nos anais de vitória do rei neoassírio Sargão II (século VIII a.C.), que os derrotou numa campanha na Arábia setentrional. Os gregos também se referiram a este povo como tamudeus, designação encontrada nos escritos de Aristóteles, Ptolomeu e Plínio, o Velho. Antes da ascensão do islamismo, aproximadamente entre 400 e 600, o povo havia desaparecido totalmente das fontes históricas.

## Sul da Arábia na Idade do Ferro

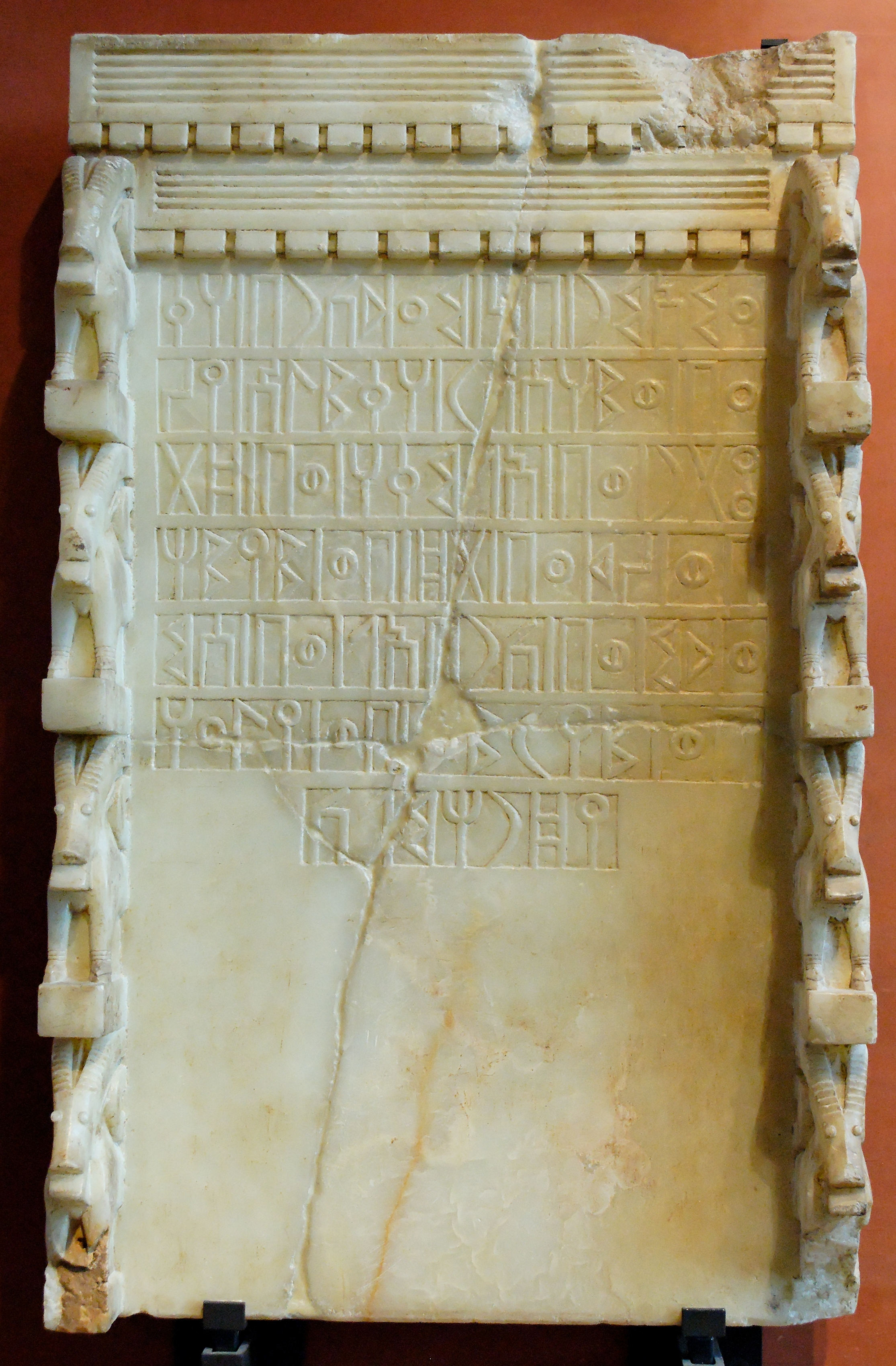
Inscrição sabaíta endereçada ao deus-lua Almacá, mencionando cinco deuses do Sul da Arábia, dois soberanos reinantes e dois governadores (século VII)

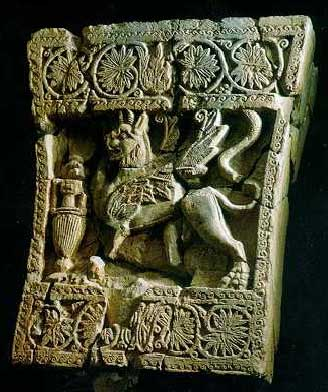
Um grifo do palácio real de Chabua, capital do Hadramute

### Reino de Maim (século VII–I a.C.)
Durante o domínio mineu a capital foi sediada em Carna (atualmente conhecida como Sadá), e outra cidade importante eram Iatil (atual Baraqish). O Reino Mineu tinha seu centro no noroeste do Iêmen, e a maior parte de suas cidades se localizada ao longo do Wadi Madhab. Inscrições mineias foram encontradas até mesmo no Reino de Maim, em locais tão distantes quanto al-`Ula, no noroeste da Arábia Saudita, e mesmo na ilha de Delos e no Egito. Foi o primeiro dos reinos iemenitas a sucumbir, e o idioma mineu se extinguiu por volta de 100 d.C.

### Reino de Sabá (século IX a.C.–275 d.C.)
Durante o domínio sabeu, o comércio e a agricultura floresceram, gerando muita riqueza e prosperidade. O reino sabeu localizava-se no que atualmente é a região de Asir, no sudoeste do Iêmen, e sua capital, Maribe, localiza-se próximo à atual capital do país, Saná. De acordo com a tradição do Sul da Arába, o filho mais velho de Noé, Sem, teria fundado a cidade.
Durante o período o Iêmen foi chamado de "Arabia Felix" ("Arábia Feliz"), pelos romanos, que ficaram impressionados por sua riqueza e prosperidade. O imperador romano Augusto enviou uma expedição militar para conquistar o território, sob o comando do general Élio Galo. Após um sítio malsucedido a Maribe, o general romano recuou para o Egito, enquanto sua frota destruiu o porto de Adem para assegurar o controle romano da rota de mercadorias à Índia. 
O sucesso do reino teve como base o cultivo e comércio de especiarias, incluindo o incenso e a mirra; exportadas para todo o Mediterrâneo, Índia e Abissínia, tanto por meio de caravanas de camelos pela Arábia ou pelo mar.
Durante os séculos VII e VIII havia um contato próximo entre as culturas do Reino de Dʿmt, no norte da Etiópia e Eritreia, e Sabá. Embora as civilizações fossem indígenas e suas inscrições reais tenham sido escritas numa espécie de proto-etiosemita, existiam alguns imigrantes sabeus no reino, como evidenciam algumas inscrições dos Dʿmt.
A agricultura floresceu no Iêmen neste período, devido a um avançado sistema de irrigação que consistia de grandes túneis que conduziam água, escavados em montanhas, e represas. A mais impressionante destas obras de engenharia, conhecida como Represa de Marib, foi erguida por volta de 700 a.C., e irrigava cerca de 101 quilômetros quadrados de terra, tendo permanecido em uso por mais de um milênio até ruir em 570 d.C., após séculos de abandono.

## Ver mais
- Poetas su'luk